# Hessischer Landtag
Der Hessische Landtag ist das Landesparlament und das gesetzgebende Organ (Legislative) des deutschen Landes Hessen. Seine Aufgaben und seinen Aufbau regelt die Verfassung des Landes Hessen. Der Sitz des Landtags befindet sich seit seiner ersten Sitzung im Dezember 1946 im Stadtschloss in Wiesbaden. Die regulär 110 Mitglieder des Landtags (MdL) werden seit 2003 für eine fünfjährige (davor: vierjährige) Legislaturperiode gewählt. Nach der Landtagswahl in Hessen 2023 wurde Astrid Wallmann (CDU) erneut zur Landtagspräsidentin gewählt.
Vorgänger des Hessischen Landtages in der Weimarer Republik war der Landtag des Volksstaates Hessen mit Sitz in Darmstadt.

## Legitimation und Aufgaben des Landtages
Der Hessische Landtag ist das Parlament des Landes Hessen. Als Legislative verabschiedet es Landesgesetze, wählt und kontrolliert die Landesregierung und bewilligt den Landeshaushalt.
Die Verfassung des Landes Hessen regelt in ihren Artikeln 75 bis 99 die Aufgaben und Organisation des Landtages.
Der Landtag wird von den wahlberechtigten Bürgern des Landes Hessen gewählt. Bis 2003 dauerte eine Legislaturperiode vier Jahre; durch Verfassungsänderung vom 18. Oktober 2002 wurde diese Zeit auf fünf Jahre verlängert, was zum ersten Mal bei der 16. Wahlperiode (2003 bis 2008) angewendet wurde.

## Sitz des Landtages

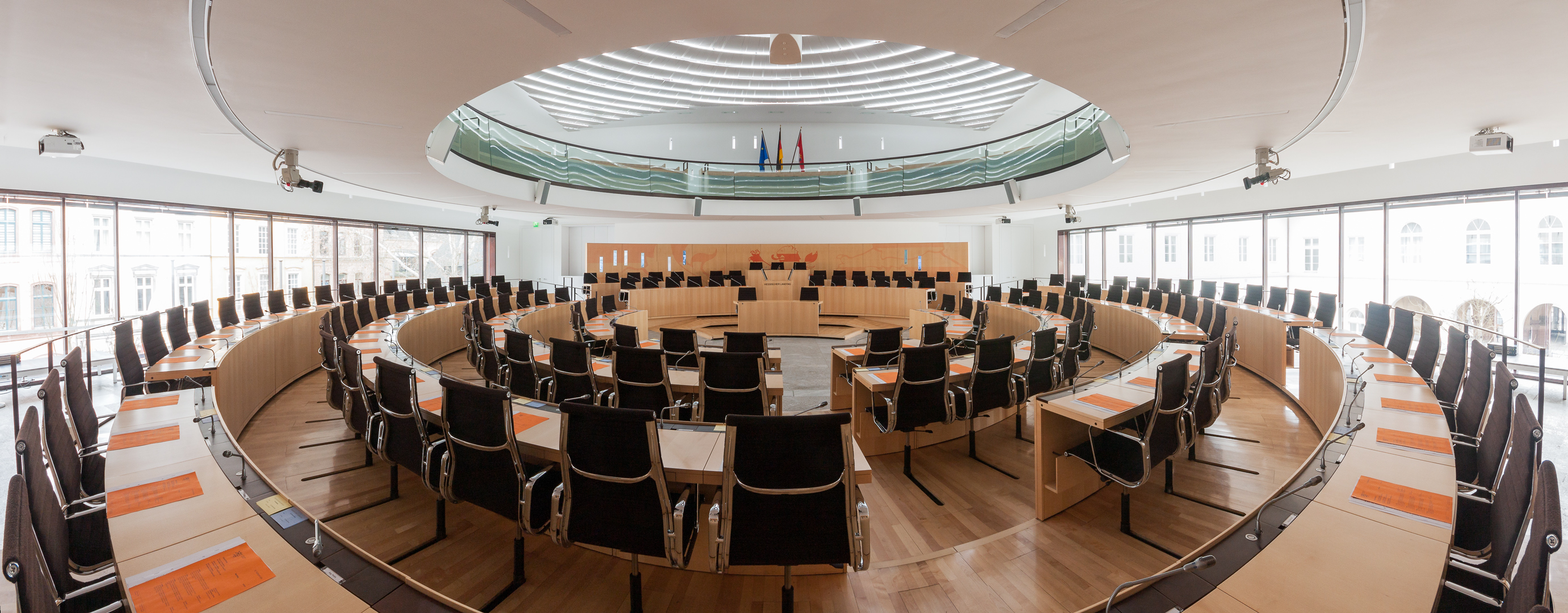
Plenarsaal

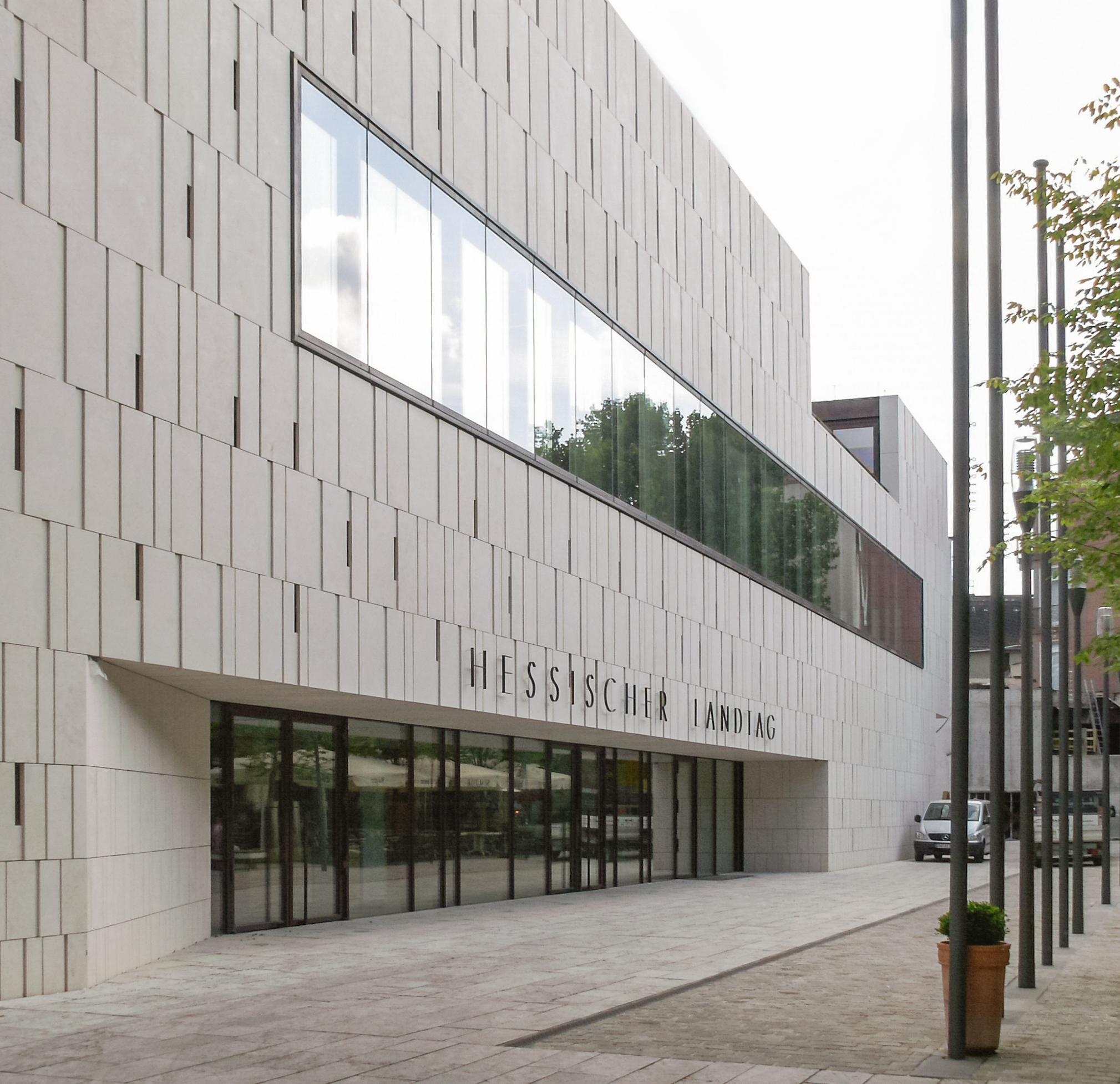
Fassade des Plenargebäudes

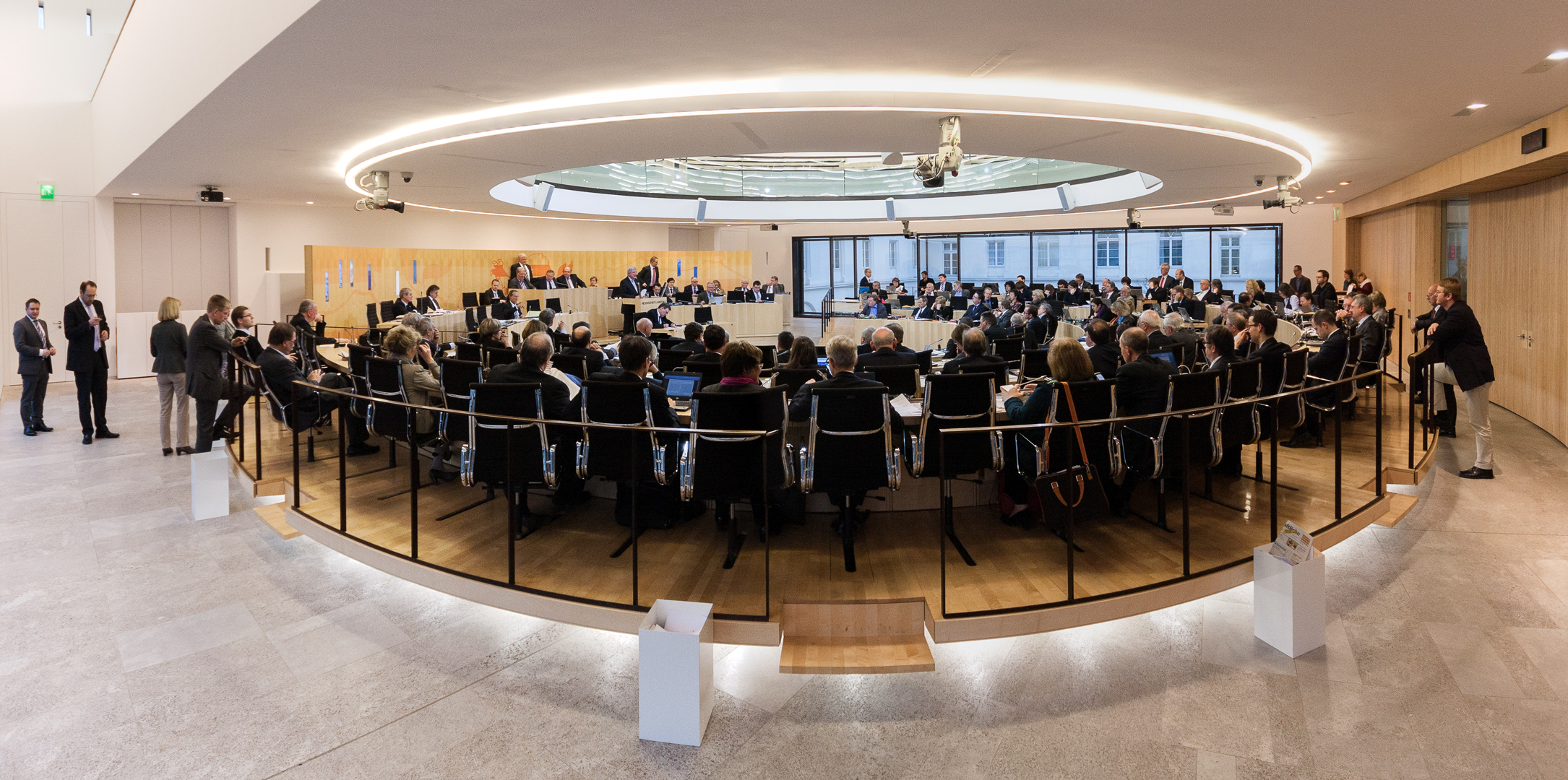
Der Plenarsaal während einer Plenarsitzung im Februar 2013

Sitz des Hessischen Landtages ist seit 1946 das ehemalige Stadtschloss der nassauischen Herzöge in Wiesbaden und weiterer angrenzender Liegenschaften wie das frühere Gebäude des Staatsgerichtshofes, das Wilhelmsbad, das Kavalierhaus und das erneuerte Gebäude mit dem Plenarsaal, einer Ausstellungshalle und einem Medienraum.
Der 1962 in Betrieb genommene alte Plenarsaal wurde 2004 abgerissen und durch einen Neubau ersetzt, der am 4. April 2008 eingeweiht wurde. Das Parlament tagte während der Umbauphase im Wiesbadener Rathaus auf der gegenüberliegenden Seite des Schlossplatzes.

## Landtagswahlsystem
Das hessische Wahlsystem ist seit 1991 eine personalisierte Verhältniswahl mit geschlossenen Listen. Der Wähler hat – wie bei der Wahl zum Deutschen Bundestag – zwei Stimmen: mit der Wahlkreisstimme (= Erststimme) werden die Mandate nach relativer Mehrheitswahl in den 55 Wahlkreisen vergeben. Mit der Landesstimme (= Zweitstimme) wird über die Zahl der Sitze im Landtag entschieden, wobei die Erststimmen verrechnet werden. Durch die Namensgebung der Erst- und Zweitstimme soll Missverständnissen über die jeweilige Bedeutung begegnet werden.
Insgesamt besteht der Landtag aus mindestens 110 Sitzen. Mindestens deswegen, weil Überhang- und Ausgleichsmandate entstehen können, wenn eine Partei mehr Mandate in den Wahlkreisen gewinnt, als ihr nach dem Verhältnisausgleich zustünden. Die Berechnung der Ausgleichsmandate unterscheidet sich dabei weitgehend von der angewendeten Berechnung für die Bundestagswahl und war 2020/2021 Streitpunkt eines Verfahrens vor dem Hessischen Staatsgerichtshof.
Bei der Berechnung der Sitze werden nur Stimmen für diejenigen Parteien berücksichtigt, die mehr als fünf Prozent der abgegebenen gültigen Landesstimmen erreichen (Fünf-Prozent-Hürde). Die genaue Sitzverteilung wird seit 1983 nach dem Hare/Niemeyer-Verfahren ermittelt. Bis dahin galt das Höchstzahlverfahren nach d’Hondt.
Das aktive Wahlrecht hat jeder Deutsche, der das 18. Lebensjahr vollendet hat und seit mindestens drei Monaten seinen Wohnsitz in Hessen hat. Passives Wahlrecht besitzt seit der Wahlrechtsreform von 2018 jeder Wahlberechtigte, der das 18. Lebensjahr vollendet hat und seit mindestens einem Jahr in Hessen wohnt.
Die Dauer einer Legislaturperiode wurde durch einen Volksentscheid vom 22. September 2002 von vier auf fünf Jahre erhöht. Während die Wahlperiode des Deutschen Bundestages durch Zusammentritt eines neuen Bundestags endet, ist die Wahlperiode des Hessischen Landtags starr und endet regelmäßig durch den Ablauf dieser Zeitspanne, ein vorzeitiges Ende ist jedoch möglich, wenn der Landtag mit der absoluten Mehrheit der gesetzlichen Mitgliederzahl seine Selbstauflösung beschließt. In diesem Fall hat binnen 60 Tagen eine Neuwahl stattzufinden.

## Organe

### Präsident

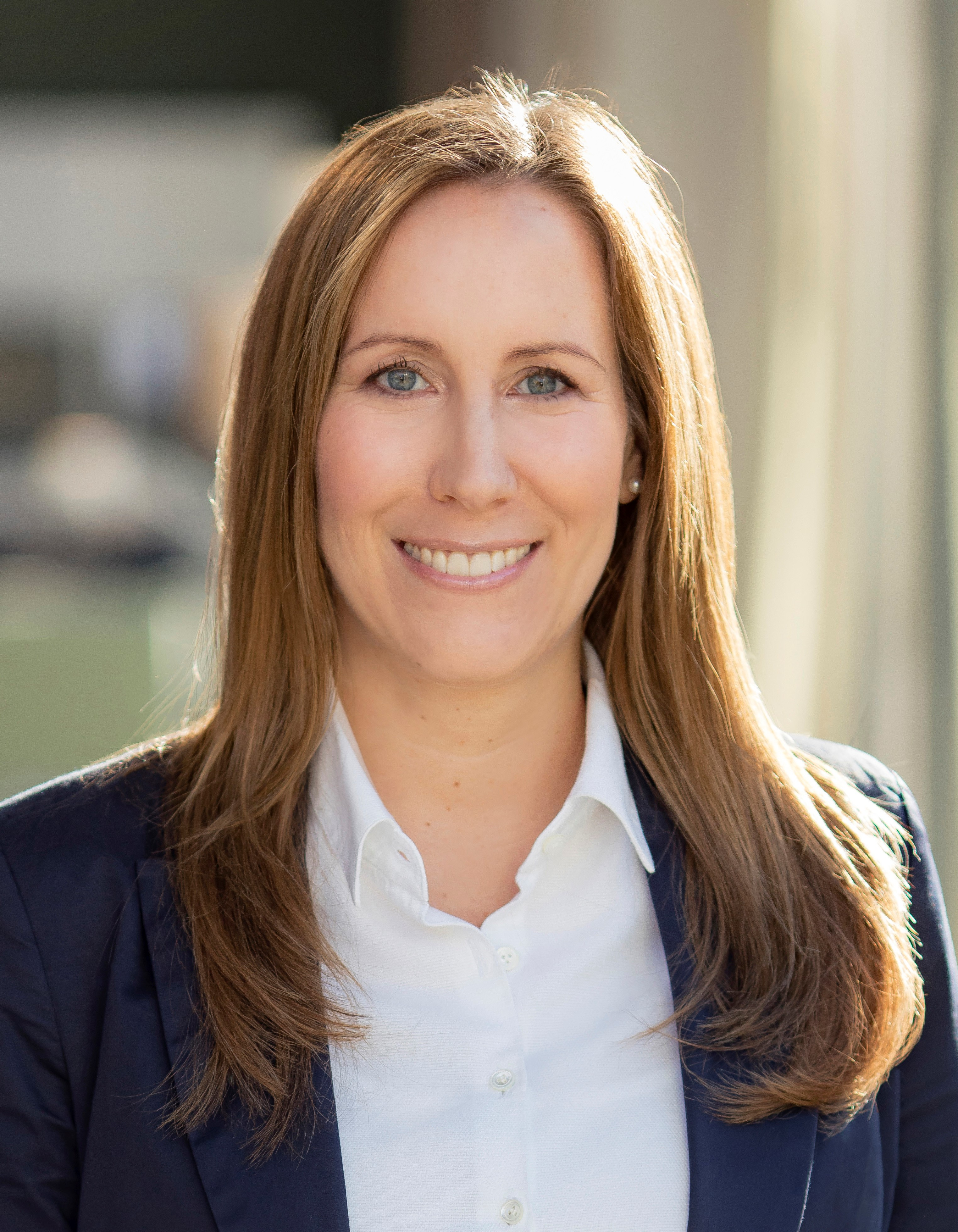
Astrid Wallmann (CDU), Präsidentin des Hessischen Landtags

Der Landtagspräsident ist Repräsentant aller Abgeordneten und vertritt den Landtag nach außen. Er beruft die Plenarsitzungen ein und leitet die Debatte. Dabei achtet er „gerecht und unparteiisch“ darauf, dass die Abgeordneten fair miteinander umgehen und die gemeinsam vereinbarten Regeln, die Geschäftsordnung des Hessischen Landtages, einhalten. In den Ausschüssen des Landtages hat der Präsident eine beratende Stimme. Zu seinen Aufgaben gehören ebenfalls die Leitung von öffentlichen Anhörungen und Fachtagungen des Landtages, der Empfang von ausländischen Staatsgästen, die Wahrnehmung von Rechten der Abgeordneten gegenüber anderen Verfassungsorganen und die Veröffentlichung des jährlichen Berichts über die Angemessenheit der Abgeordnetenentschädigung.
| Präsident                        | Partei | Amtszeit                                |
| -------------------------------- | ------ | --------------------------------------- |
| Otto Witte                       | SPD    | 19. Dezember 1946 bis 30. November 1954 |
| Heinrich Zinnkann                | SPD    | 16. Dezember 1954 bis 30. November 1962 |
| Franz Fuchs                      | SPD    | 1. Dezember 1962 bis 30. November 1966  |
| Georg Buch                       | SPD    | 1. Dezember 1966 bis 30. November 1974  |
| Hans Wagner                      | CDU    | 3. Dezember 1974 bis 30. November 1982  |
| Jochen Lengemann                 | CDU    | 1. Dezember 1982 bis 4. August 1983     |
| Erwin Lang                       | SPD    | 13. Oktober 1983 bis 17. Februar 1987   |
| Jochen Lengemann (2. Amtszeit)   | CDU    | 23. April 1987 bis 22. Juli 1988        |
| Klaus Peter Möller               | CDU    | 28. Juli 1988 bis 4. April 1991         |
| Karl Starzacher                  | SPD    | 5. April 1991 bis 4. April 1995         |
| Klaus Peter Möller (2. Amtszeit) | CDU    | 5. April 1995 bis 4. April 2003         |
| Norbert Kartmann                 | CDU    | 5. April 2003 bis 17. Januar 2019       |
| Boris Rhein                      | CDU    | 18. Januar 2019 bis 31. Mai 2022        |
| Astrid Wallmann                  | CDU    | seit 31. Mai 2022                       |

### Präsidium
Das aus dem Präsidenten, den Vizepräsidenten sowie weiteren vom Landtag gewählten Vertretern bestehende Präsidium (PR) unterstützt den Landtagspräsidenten und entscheidet über innere Angelegenheiten des Landtags. Dazu gehören unter anderem die Veranschlagung des Haushaltsplans und die Festlegung des Wirtschaftsplans für den Geschäftsbereich des Landtags.

### Ältestenrat
Der Ältestenrat (ÄR) unterstützt den Landtagspräsidenten bei dessen Geschäftsführungsaufgaben. So wird hier beispielsweise die Tagesordnung einer Plenarsitzung von allen Fraktionen einvernehmlich festgelegt. Zudem schlichtet der Ältestenrat bei Streitigkeiten über die Anwendung der Geschäftsordnung.

### Ausschüsse und weitere Gremien
Ausschüsse beraten die vom Parlament überwiesenen Themen und bereiten sie für die abschließende Entscheidung im Plenum vor. Falls erforderlich, können die Ausschüsse für spezielle Fragen zusätzliche Arbeitsgruppen einsetzen, Experten hinzuziehen, öffentliche Anhörungen abhalten oder sich in Reisen von Problemlösungen an anderen Orten überzeugen. Sie werden in der Regel zur Behandlung von speziellen Themenbereichen zu Beginn einer Legislaturperiode gebildet. Hier wird Sacharbeit geleistet. Ihr Zuschnitt orientiert sich meist an den Aufgabengebieten der Ministerien; ihre Sitzungen sind meist nicht öffentlich. Die Themen werden soweit vorbereitet, dass sie dem Plenum des Landtags zur Entscheidung vorgelegt werden können. Die Arbeit besteht neben der Diskussion auch aus der Einholung von Expertenrat, der Abhaltung von öffentlichen Anhörungen, Ortsbesichtigungen oder dem zusätzlichen Einsetzen spezieller Arbeitskreise.
Petitionen
Jeder Bürger, unabhängig von Alter und Herkunft, kann sich mit der Bitte um Unterstützung in einer Behördenangelegenheit an den Hessischen Landtag wenden. Petitionen von Bürgern werden im Petitionsausschuss behandelt. Bei allgemeinen, einem einzelnen Ausschuss nicht zuzuordnenden Fragen wird ebenfalls oftmals der Petitionsausschuss angerufen.
Enquete-Kommissionen
Eine Enquete-Kommission kann für ein besonders komplexes, bereichsübergreifendes Thema eingesetzt werden. Dabei beraten und erarbeiten die Abgeordneten gemeinsam mit dem Landtag nicht angehörenden Fachleuten Lösungsvorschläge. In Zwischen- und Abschlussberichten werden die Ergebnisse zusammengefasst und veröffentlicht. In der 16. Wahlperiode beschäftigten sich zwei Enquetekommissionen mit dem demografischen Wandel und mit der Reform der Hessischen Verfassung.
Untersuchungsausschüsse
Untersuchungsausschüsse sollen besondere Vorkommnisse aufklären und dienen als Kontrollorgan des Landtages gegenüber der Landesregierung. Der Landtag ist zur Einberufung verpflichtet, wenn mindestens 20 Prozent der Abgeordneten einem entsprechenden Antrag zustimmen.

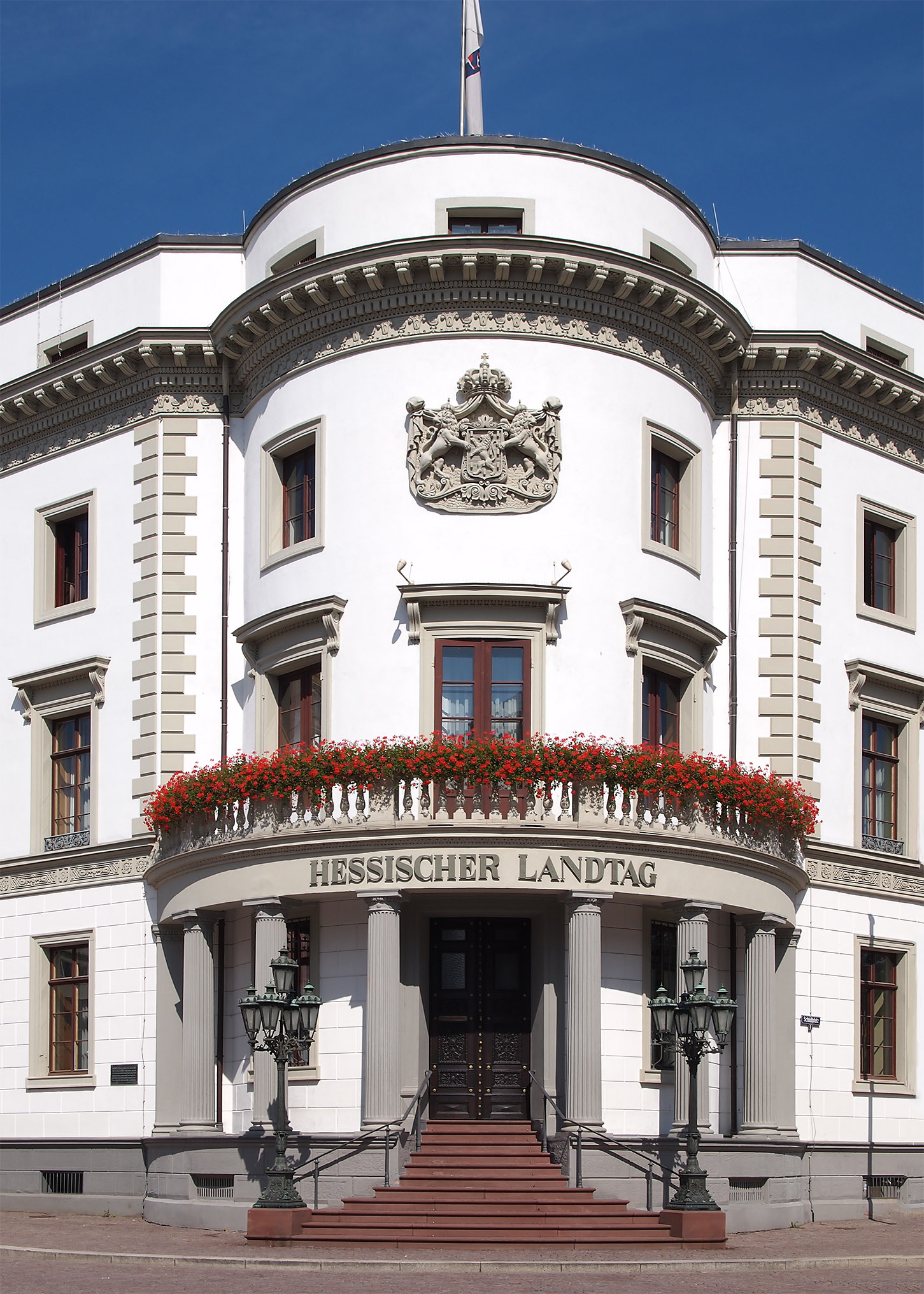
Haupteingang des Stadtschlosses mit Inschrift Hessischer Landtag

Neben den genannten Gremien gibt es zahlreiche weitere, die in Beziehung zum Landtagsgeschehen stehen oder eine Beteiligung von Abgeordneten erfordern.

#### Ausschüsse der 21. Wahlperiode
| Nr. | Ausschuss                                                              | Vorsitz              | Ges. | CDU | AfD | SPD | Grüne | FDP | Frtl. |
| --- | ---------------------------------------------------------------------- | -------------------- | ---- | --- | --- | --- | ----- | --- | ----- |
| 1.  | Hauptausschuss                                                         | Holger Bellino       | 22   | 9   | 4   | 4   | 4     | 1   | –     |
| 2.  | Europaausschuss                                                        | Anna Ngyuen          | 16   | 6   | 3   | 3   | 3     | 1   | –     |
| 3.  | Haushaltsausschuss                                                     | Bernd Vohl           | 20   | 8   | 4   | 4   | 3     | 1   | –     |
| 4.  | Innenausschuss                                                         | Thomas Hering        | 22   | 9   | 3   | 4   | 4     | 1   | 1 a   |
| 5.  | Kulturpolitischer Ausschuss                                            | Kerstin Geis         | 22   | 9   | 4   | 4   | 4     | 1   | –     |
| 6.  | Petitionsausschuss                                                     | Oliver Ulloth        | 15   | 6   | 2   | 3   | 3     | 1   | –     |
| 7.  | Rechtspolitischer Ausschuss                                            | Patrick Schenk       | 15   | 6   | 2   | 3   | 3     | 1   | –     |
| 8.  | Arbeits- und Sozialpolitischer Ausschuss                               | Sabine Bächle-Scholz | 15   | 6   | 2   | 3   | 3     | 1   | –     |
| 9.  | Gesundheits- und Familienpolitischer Ausschuss                         | Sandra Funken        | 16   | 6   | 3   | 3   | 3     | 1   | –     |
| 10. | Ausschuss für Digitales, Innovation und Datenschutz                    | Kaya Kinkel          | 16   | 6   | 3   | 3   | 3     | 1   | –     |
| 11. | Ausschuss für Landwirtschaft und Umwelt                                | Wiebke Knell         | 16   | 6   | 3   | 3   | 3     | 1   | –     |
| 12. | Ausschuss für Wirtschaft, Energie, Verkehr, Wohnen und ländlichen Raum | Michael Boddenberg   | 22   | 9   | 4   | 4   | 4     | 1   | –     |
| 13. | Ausschuss für Wissenschaft und Kultur                                  | Daniel May           | 16   | 6   | 3   | 3   | 3     | 1   | –     |

#### Unterausschüsse der 21. Wahlperiode
| Nr. | Ausschuss                                                                          | Vorsitz            | Ges. | CDU | AfD | SPD | Grüne | FDP | Frtl. |
| --- | ---------------------------------------------------------------------------------- | ------------------ | ---- | --- | --- | --- | ----- | --- | ----- |
| 1.  | Unterausschuss Justizvollzug                                                       | Hartmut Honka      | 12   | 5   | 2   | 2   | 2     | 1   | –     |
| 2.  | Unterausschuss für Heimatvertriebene, Aussiedler, Flüchtlinge und Wiedergutmachung | Annete Wetekam     | 12   | 5   | 2   | 2   | 2     | 1   | –     |
| 3.  | Unterausschuss für Finanzcontrolling und Verwaltungssteuerung                      | Hans-Jürgen Müller | 12   | 5   | 2   | 2   | 2     | 1   | –     |

#### Untersuchungsausschüsse der 21. Wahlperiode
| Nr. | Ausschuss                   | Vorsitz      | Ges. | CDU | AfD | SPD | Grüne | FDP | Frtl. |
| --- | --------------------------- | ------------ | ---- | --- | --- | --- | ----- | --- | ----- |
| 1.  | Untersuchungsausschuss 21/1 | Yanki Pürsün | 16   | 6   | 3   | 3   | 3     | 1   | –     |

#### Weitere Gremien
| Gremium | Vorsitz         | Ges. | CDU | AfD | SPD | Grüne | FDP | Frtl. |
| --- | --------------- | ---- | --- | --- | --- | ----- | --- | ----- |
| Ältestenrat | Astrid Wallmann | 25   | 9   | 4   | 5   | 4     | 3   | –     |
| Artikel 13-Grundgesetz-Kommission | –               | 3    | 1   | –   | 1   | 1     | –   | –     |
| Asylkonvent | –               | 4    | –   | 1   | 1   | 1     | 1   | –     |
| Beirat "Freilichtmuseum Hessenpark" | –               | 5    | 1   | 1   | 1   | 1     | 1   | –     |
| Hessischer Landesdenkmalrat | –               | 5    | 1   | 1   | 1   | 1     | 1   | –     |
| Informationsforum zum Rückbau des Atomkraftwerks Biblis                                                                                                 | –               | 5    | 1   | 1   | 1   | 1     | 1   | –     |
| Kommission gemäß dem Hessischen Ausführungsgesetz zum Artikel 10-Gesetz (G10-Kommission)                                                                | –               | 3    | 1   | –   | 1   | –     | 1   | –     |
| Kuratorium der Hessischen Landeszentrale für politische Bildung                                                                                         | –               | 9    | 3   | 2   | 2   | 1     | 1   | –     |
| Landesbetriebskommission für den Landesbetrieb "Hessen-Forst"                                                                                           | –               | 5    | 1   | 1   | 1   | 1     | 1   | –     |
| Landesjugendhilfeausschuss | –               | 6    | 3   | 1   | 1   | 1     | –   | –     |
| Landespersonalkommission | –               | 8    | 3   | 1   | 1   | 1     | 1   | 1 a   |
| Landesschuldenausschuss | –               | 3    | 1   | 1   | 1   | –     | –   | –     |
| Landessportkonferenz | –               | 5    | 1   | 1   | 1   | 1     | 1   | –     |
| Mitglieder der Versammlung der Medienanstalt Hessen | –               | 5    | 1   | 1   | 1   | 1     | 1   | –     |
| Opferfondsbeirat | –               | 8    | 2   | –   | 2   | 2     | 2   | –     |
| Parlamentarische Kontrollkommission nach dem Gesetz zur parlamentarischen Kontrolle des Verfassungsschutzes in Hessen (Verfassungsschutzkontrollgesetz) | –               | 6    | 3   | –   | 1   | 1     | 1   | –     |
| Richterwahlausschuss | –               | 7    | 3   | 1   | 1   | 1     | 1   | –     |
| Rundfunkrat des Hessischen Rundfunks | –               | 5    | 1   | 1   | 1   | 1     | 1   | –     |
| Stiftungskuratorium Hessische Feuerwehrstiftung | –               | 5    | 1   | 1   | 1   | 1     | 1   | –     |
| Stiftungsrat Hessischer Tierschutz | –               | 5    | 1   | 1   | 1   | 1     | 1   | –     |
| Theaterbeirat beim Staatstheater Darmstadt | –               | 2    | 1   | –   | –   | –     | 1   | –     |
| Theaterbeirat beim Staatstheater Kassel | –               | 2    | 1   | –   | 1   | –     | –   | –     |
| Theaterbeirat beim Staatstheater Wiesbaden | –               | 2    | –   | –   | –   | 1     | 1   | –     |
| Verwaltungsausschuss beim Staatstheater Darmstadt | –               | 3    | 1   | 1   | 1   | –     | –   | –     |
| Verwaltungsausschuss beim Staatstheater Kassel | –               | 3    | 2   | –   | –   | 1     | –   | –     |
| Verwaltungsausschuss beim Staatstheater Wiesbaden | –               | 3    | 1   | 1   | 1   | –     | –   | –     |

## Verwaltung
In der Kanzlei des Landtages sind rund 200 Mitarbeiter beschäftigt. Diese sorgen für einen möglichst reibungslosen Ablauf der Parlamentsarbeit. Neben Juristen sind weitere Fachleute aus allen Bereichen als Beamte oder Tarifbeschäftigte für die Unterstützung der Abgeordneten aktiv. Die Mitarbeiter der Kanzlei sind zur politischen Neutralität verpflichtet.
Das Tätigkeitsfeld spannt einen weiten Bogen von den klassischen Verwaltungsaufgaben über ein modernes Gebäudemanagement bis hin zu einer hauseigenen Druckerei, der Erstellung von Drucksachen und Vorlagen sowie der Planung und Organisation von Sitzungen bis hin zu deren Protokollierung oder der Verkündung der Gesetze im Gesetz- und Verordnungsblatt. Des Weiteren werden die Abgeordneten dabei unterstützt, sachlich angemessen zu entscheiden. Dazu müssen oft Rechtsfragen beurteilt und Informationen beschafft werden.
Oberster Dienstherr ist die Präsidentin des Hessischen Landtages, Astrid Wallmann. Ihr ständiger Stellvertreter und Behördenleiter ist der Direktor beim Hessischen Landtag, Peter von Unruh.
Die Tätigkeitsbereiche gliedern sich in drei Abteilungen mit insgesamt 15 Bereichen sowie vier Stabsstellen.

## Wahlergebnisse
- SPD: 23
- Grüne: 22
- FDP: 8
- CDU: 52
- AfD: 25
- Sonst.: 3

Seit Beginn der Wahlperiode sind drei auf der Liste der AfD gewählte Abgeordnete aus der AfD-Fraktion ausgeschieden und blieben fraktionslos.

### Liste der Mitglieder des Hessischen Landtags
Zur namentlichen, alphabetischen Liste der Mitglieder des 21. Hessischen Landtags (MdL) siehe Liste der Mitglieder des Hessischen Landtags.
Zu Listen der Mitglieder aller bisheriger Mitglieder der Legislaturperioden siehe Liste von Listen der Mitglieder des Hessischen Landtags.

### Statistik zu allen bisherigen Wahlen zum Hessischen Landtag

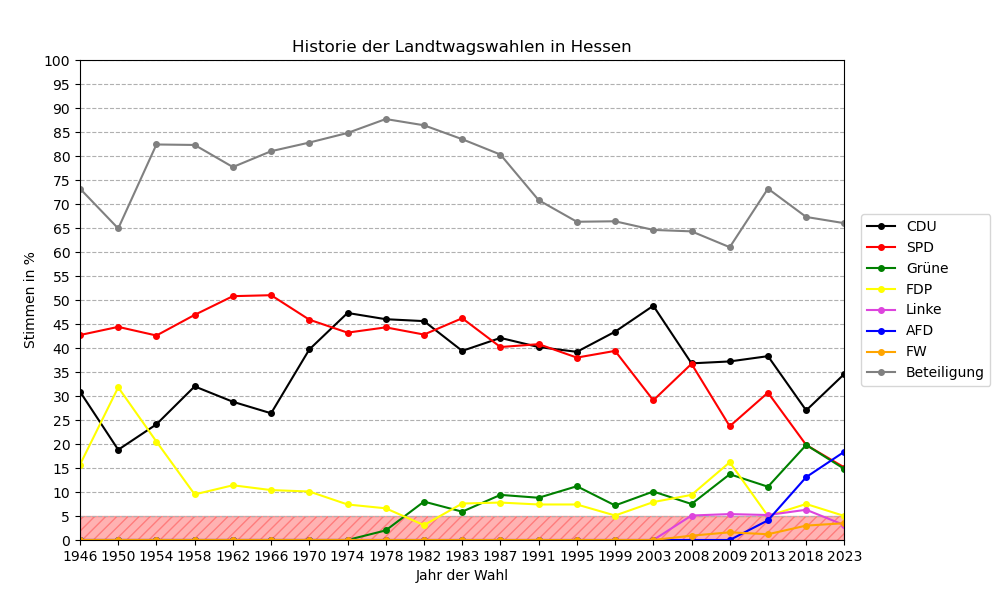
Prozentuale Entwicklung der Stimmenverteilung in den Landtagswahlen für Hessen seit 1946

| Wahltermin | Wahl- berechtigte | Wahl- beteiligung | Abgegebene Stimmen1) | Abgegebene Stimmen1) | Abgegebene Stimmen1) | Von den gültigen Stimmen1) entfielen auf | Von den gültigen Stimmen1) entfielen auf | Von den gültigen Stimmen1) entfielen auf | Von den gültigen Stimmen1) entfielen auf | Von den gültigen Stimmen1) entfielen auf | Von den gültigen Stimmen1) entfielen auf | Von den gültigen Stimmen1) entfielen auf | Von den gültigen Stimmen1) entfielen auf |
| Wahltermin | Wahl- berechtigte | Wahl- beteiligung | ungültig             | ungültig             | gültig               | CDU                                      | SPD                                      | GRÜNE2)                                  | AfD                                      | FDP3)                                    | Linke                                    | BHE4)                                    | Sonstige                                 |
| Wahltermin | Anzahl            | %                 | Anzahl               | %                    | Anzahl               | %                                        | %                                        | %                                        | %                                        | %                                        | %                                        | %                                        | %                                        |
| ---------- | ----------------- | ----------------- | -------------------- | -------------------- | -------------------- | ---------------------------------------- | ---------------------------------------- | ---------------------------------------- | ---------------------------------------- | ---------------------------------------- | ---------------------------------------- | ---------------------------------------- | ---------------------------------------- |
| 08.10.2023 | 4.332.235         | 66,0              | 45.000               | 1,6                  | 2.813.313            | 34,6                                     | 15,1                                     | 14,8                                     | 18,4                                     | 05,0                                     | 03,1                                     | –                                        | 03,9                                     |
| 28.10.2018 | 4.372.788         | 67,3              | 61.585               | 2,1                  | 2.881.261            | 27,0                                     | 19,8                                     | 19,8                                     | 13,1                                     | 07,5                                     | 06,3                                     | –                                        | 06,5                                     |
| 22.09.2013 | 4.392.536         | 73,2              | 85.504               | 2,7                  | 3.128.672            | 38,3                                     | 30,7                                     | 11,1                                     | 04,1                                     | 05,0                                     | 05,2                                     | –                                        | 05,5                                     |
| 18.01.2009 | 4.375.269         | 61,0              | 78.555               | 2,9                  | 2.591.857            | 37,2                                     | 23,7                                     | 13,7                                     | –                                        | 16,2                                     | 05,4                                     | –                                        | 03,8                                     |
| 27.01.2008 | 4.370.403         | 64,3              | 68.263               | 2,4                  | 2.810.972            | 36,8                                     | 36,7                                     | 07,5                                     | –                                        | 09,4                                     | 05,1                                     | –                                        | 04,5                                     |
| 02.02.2003 | 4.330.792         | 64,6              | 63.542               | 2,3                  | 2.734.992            | 48,8                                     | 29,1                                     | 10,1                                     | –                                        | 07,9                                     | –                                        | –                                        | 04,2                                     |
| 07.02.1999 | 4.282.397         | 66,4              | 45.214               | 1,6                  | 2.800.372            | 43,4                                     | 39,4                                     | 07,2                                     | –                                        | 05,1                                     | –                                        | –                                        | 04,9                                     |
| 19.02.1995 | 4.275.027         | 66,3              | 64.208               | 1,1                  | 2.768.821            | 39,2                                     | 38,0                                     | 11,2                                     | –                                        | 07,4                                     | –                                        | –                                        | 04,3                                     |
| 20.01.1991 | 4.278.151         | 70,8              | 54.068               | 1,8                  | 2.974.872            | 40,2                                     | 40,8                                     | 08,8                                     | –                                        | 07,4                                     | –                                        | –                                        | 02,8                                     |
| 05.04.1987 | 4.167.871         | 80,3              | 33.808               | 1,0                  | 3.313.184            | 42,1                                     | 40,2                                     | 09,4                                     | –                                        | 07,8                                     | –                                        | –                                        | 00,5                                     |
| 25.09.1983 | 4.075.611         | 83,5              | 30.803               | 0,9                  | 3.373.853            | 39,4                                     | 46,2                                     | 05,9                                     | –                                        | 07,6                                     | –                                        | –                                        | 00,8                                     |
| 26.09.1982 | 4.050.661         | 86,4              | 32.914               | 0,9                  | 3.465.493            | 45,6                                     | 42,8                                     | 08,0                                     | –                                        | 03,1                                     | –                                        | –                                        | 00,4                                     |
| 08.10.1978 | 3.933.990         | 87,7              | 27.123               | 0,8                  | 3.422.967            | 46,0                                     | 44,3                                     | 02,0                                     | –                                        | 06,6                                     | –                                        | –                                        | 01,1                                     |
| 27.10.1974 | 3.850.223         | 84,8              | 33.789               | 1,0                  | 3.230.420            | 47,3                                     | 43,2                                     | –                                        | –                                        | 07,4                                     | –                                        | –                                        | 02,1                                     |
| 08.11.1970 | 3.828.701         | 82,8              | 29.411               | 0,9                  | 3.141.816            | 39,7                                     | 45,9                                     | –                                        | –                                        | 10,1                                     | –                                        | –                                        | 04,3                                     |
| 06.11.1966 | 3.543.079         | 81,0              | 40.813               | 1,4                  | 2.827.633            | 26,4                                     | 51,0                                     | –                                        | –                                        | 10,4                                     | –                                        | 04,3                                     | 07,9                                     |
| 11.11.1962 | 3.451.314         | 77,7              | 45.192               | 1,7                  | 2.636.803            | 28,8                                     | 50,8                                     | –                                        | –                                        | 11,4                                     | –                                        | 06,3                                     | 02,6                                     |
| 23.11.1958 | 3.257.513         | 82,3              | 46.691               | 1,7                  | 2.633.857            | 32,0                                     | 46,9                                     | –                                        | –                                        | 09,5                                     | –                                        | 07,4                                     | 04,2                                     |
| 28.11.1954 | 3.105.125         | 82,4              | 58.136               | 2,3                  | 2.501.273            | 24,1                                     | 42,6                                     | –                                        | –                                        | 20,5                                     | –                                        | 07,7                                     | 05,0                                     |
| 19.11.1950 | 2.985.021         | 64,9              | 85.675               | 4,4                  | 1.851.087            | 18,8                                     | 44,4                                     | –                                        | –                                        | 31,8                                     | –                                        | –                                        | 05,0                                     |
| 01.12.1946 | 2.380.109         | 73,2              | 132.028              | 7,6                  | 1.609.388            | 31,0                                     | 42,7                                     | –                                        | –                                        | 15,7                                     | –                                        | –                                        | 10,7                                     |

1) Ab 1991 Landesstimmenanteile – 2) 1978 GAZ, GLH und GLU – 3) 1946 LDP – 4) 1962 und 1966 GDP

## Bisherige Legislaturperioden: Wahlergebnisse, Regierungsbildungen und Besonderheiten

### Beratender Landesausschuss
Analog den Ernannten Landtagen anderer Bundesländer bestand 1946 der Beratende Landesausschuss als Vorgänger des Hessischen Landtags.

### 1. Legislaturperiode (1946 bis 1950)

Wahlergebnisse 1. Legislaturperiode

Die erste Landtagswahl in Hessen am 1. Dezember 1946 brachte folgendes Ergebnis:
| Partei | Prozent der Stimmen | Sitze |
| ------ | ------------------- | ----- |
| SPD    | 42,7 %              | 38    |
| CDU    | 31,0 %              | 28    |
| LDP    | 15,7 %              | 14    |
| KPD    | 10,7 %              | 10    |
| Gesamt |                     | 90    |

Es kam zu einer großen Koalition aus SPD und CDU. Erster frei gewählter Ministerpräsident des Landes Hessen wurde Christian Stock (SPD). Er übernahm das Amt von Karl Geiler, der es seit dem 12. Oktober 1945 innehatte, nachdem er von den alliierten Besatzungstruppen eingesetzt worden war. Stock wurde am 20. Dezember gewählt, sein Kabinett am 7. Januar 1947 vom Landtag bestätigt.

### 2. Legislaturperiode (1950 bis 1954)

Wahlergebnisse 2. Legislaturperiode

Die zweite Landtagswahl in Hessen am 19. November 1950 brachte folgendes Ergebnis:
| Partei   | Prozent der Stimmen | Sitze |
| -------- | ------------------- | ----- |
| SPD      | 44,4 %              | 47    |
| FDP      | 31,8 %              | 21    |
| CDU      | 18,8 %              | 12    |
| Sonstige | 5,0 %               | –     |
| Gesamt   |                     | 80    |

Nach dem klaren Sieg für die SPD und der schweren Niederlage für die CDU konnte die SPD nun alleine regieren. Am 14. Dezember 1950 wurde der bisherige Minister der Justiz Georg-August Zinn (SPD) zum Ministerpräsidenten gewählt, sein Kabinett am 10. Januar 1951 ernannt. Zinn blieb bis zu seinem krankheitsbedingten Rücktritt am 3. Oktober 1969 Ministerpräsident. Damit ist er der bis heute am längsten amtierende Regierungschef in Hessen. Bis Anfang 1963 amtierte er zudem weiterhin als Hessischer Minister der Justiz. Später wurde er Ehrenbürger von Frankfurt am Main, Kassel und Wiesbaden.
Das Ergebnis der FDP ist das bis heute beste Ergebnis, welches sie auf Landesebene jemals erzielen konnte.

### 3. Legislaturperiode (1954 bis 1958)

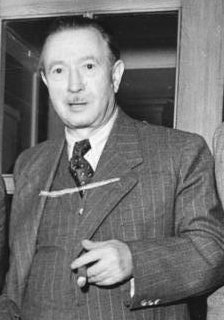
Heinrich Zinnkann, Landtagspräsident 1954–1962

Wahlergebnisse 3. Legislaturperiode

Ergebnis der Landtagswahl vom 28. November 1954:
| Partei   | Prozent der Stimmen | Sitze |
| -------- | ------------------- | ----- |
| SPD      | 42,6 %              | 44    |
| CDU      | 24,1 %              | 24    |
| FDP      | 20,5 %              | 21    |
| GB/BHE   | 7,7 %               | 7     |
| Sonstige | 5,0 %               | –     |
| Gesamt   |                     | 96    |

Die SPD wurde erneut stärkste Kraft. Sie koalierte mit dem Gesamtdeutschen Block/Bund der Heimatvertriebenen und Entrechteten (GB/BHE). Diese Koalition sollte bis 1966 Bestand haben. Ministerpräsident blieb Georg-August Zinn. Seine Wahl erfolgte am 17. Dezember 1954, die Ernennung des Kabinetts am 19. Januar 1955.

### 4. Legislaturperiode (1958 bis 1962)

Wahlergebnisse 4. Legislaturperiode

Die Wahl am 23. November 1958 brachte folgendes Resultat:
| Partei   | Prozent der Stimmen | Sitze |
| -------- | ------------------- | ----- |
| SPD      | 46,9 %              | 48    |
| CDU      | 32,0 %              | 32    |
| FDP      | 9,5 %               | 9     |
| GB/BHE   | 7,4 %               | 7     |
| Sonstige | 4,2 %               | –     |
| Gesamt   |                     | 96    |

Mit dem Wahlausgang konnte die bisherige Koalition aus SPD und GB/BHE mit Ministerpräsident Zinn weiterregieren. Die Wahl zum Ministerpräsidenten fand am 11. Dezember 1958, die Ernennung seines Kabinetts am 29. Januar 1959 statt.

### 5. Legislaturperiode (1962 bis 1966)

Wahlergebnisse 5. Legislaturperiode

Die Wahl am 11. November 1962 ergab folgende Sitzverteilung im Landtag:
| Partei   | Prozent der Stimmen | Sitze |
| -------- | ------------------- | ----- |
| SPD      | 50,8 %              | 51    |
| CDU      | 28,8 %              | 28    |
| FDP      | 11,4 %              | 11    |
| GDP/BHE  | 6,3 %               | 6     |
| Sonstige | 2,5 %               | –     |
| Gesamt   |                     | 96    |

Trotz der absoluten Mehrheit und der Möglichkeit einer Alleinregierung durch die SPD wurde die Koalition mit dem GB/BHE (nun GDP) fortgesetzt. Ministerpräsident Zinn wurde in seinem Amt bestätigt und am 19. Dezember 1962 wiedergewählt, sein Kabinett berief er am 31. Januar 1963.

### 6. Legislaturperiode (1966 bis 1970)

Wahlergebnisse 6. Legislaturperiode

Ergebnis der Landtagswahl vom 6. November 1966:
| Partei   | Prozent der Stimmen | Sitze |
| -------- | ------------------- | ----- |
| SPD      | 51,0 %              | 52    |
| CDU      | 26,4 %              | 26    |
| FDP      | 10,4 %              | 10    |
| NPD      | 7,9 %               | 8     |
| Sonstige | 4,3 %               | –     |
| Gesamt   |                     | 96    |

Die SPD erzielte bei dieser Wahl das bis heute beste Ergebnis, welches eine Partei bei hessischen Landtagswahlen seit Kriegsende erzielte. Nach diesem klaren Wahlausgang für seine Partei konnte der bisherige Ministerpräsident Georg-August Zinn nun mit einer SPD-Alleinregierung weiterregieren. Wiedergewählt wurde Zinn am 14. Dezember 1966, die Kabinettsernennung erfolgte am 18. Januar 1967.
Am 3. Oktober 1969 trat Zinn 68-jährig aus gesundheitlichen Gründen zurück. Sein Nachfolger wurde der 50-jährige Minister der Finanzen Albert Osswald (SPD).
Bei dieser Wahl zog die NPD zum ersten und bis dato einzigen Mal in den Hessischen Landtag ein.

### 7. Legislaturperiode (1970 bis 1974)

Wahlergebnisse 7. Legislaturperiode

Folgendes Resultat brachte die Landtagswahl am 8. November 1970:
| Partei   | Prozent der Stimmen | Sitze |
| -------- | ------------------- | ----- |
| SPD      | 45,9 %              | 53    |
| CDU      | 39,7 %              | 46    |
| FDP      | 10,1 %              | 11    |
| Sonstige | 4,3 %               | –     |
| Gesamt   |                     | 110   |

Bei dieser Wahl trat für die SPD Albert Osswald an, für die CDU erstmals Alfred Dregger. Die SPD blieb deutlich stärkste Kraft, verlor jedoch die absolute Mehrheit und bildete daher eine Koalition mit der FDP. Albert Osswald blieb Ministerpräsident. Demgegenüber legte die CDU deutlich zu.

### 8. Legislaturperiode (1974 bis 1978)

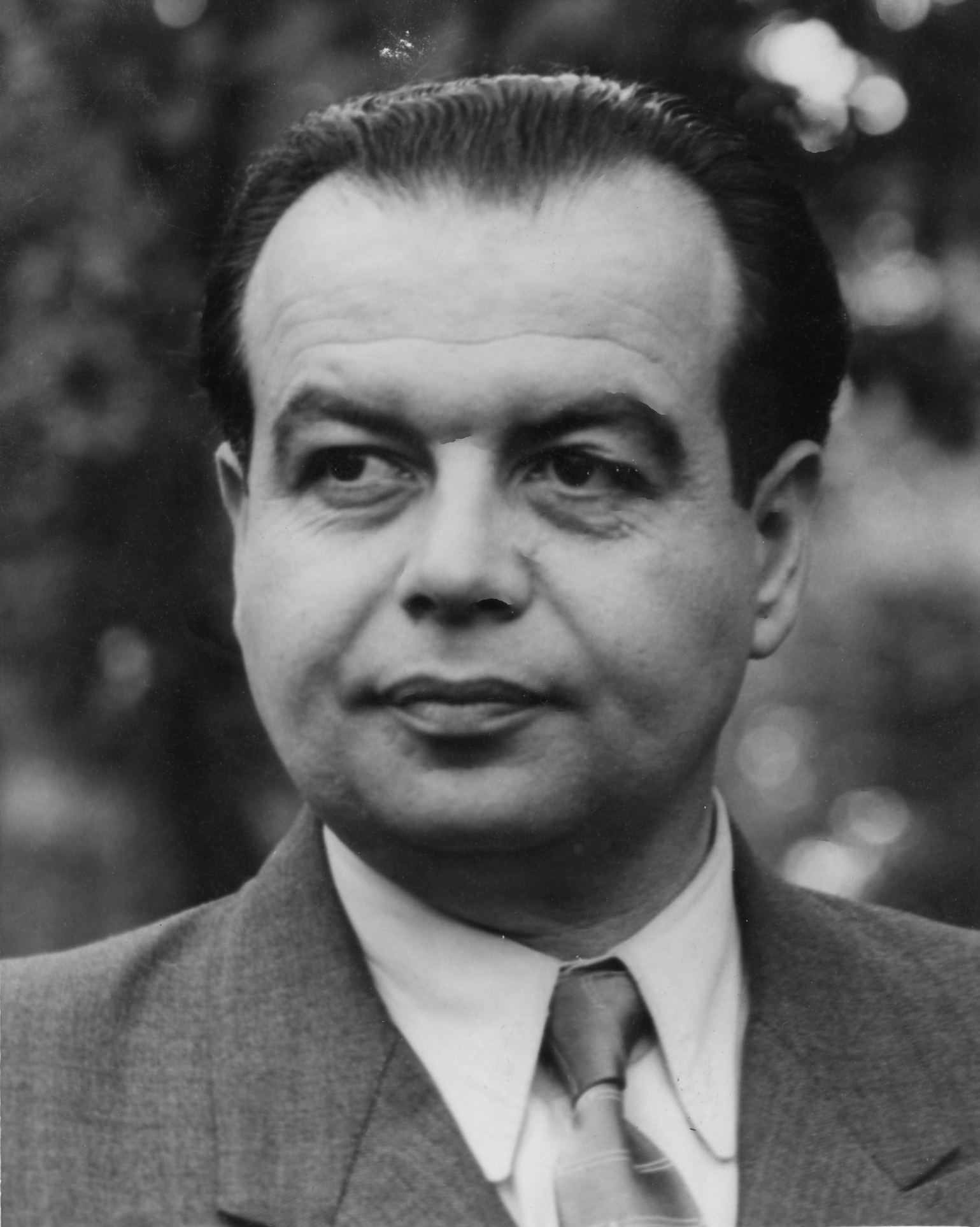
Hans Wagner, Landtagspräsident 1974–1982

Wahlergebnisse 8. Legislaturperiode

Die Landtagswahl am 27. Oktober 1974 brachte folgendes Ergebnis:
| Partei   | Prozent der Stimmen | Sitze |
| -------- | ------------------- | ----- |
| CDU      | 47,3 %              | 53    |
| SPD      | 43,2 %              | 49    |
| FDP      | 7,4 %               | 8     |
| Sonstige | 2,1 %               | –     |
| Gesamt   |                     | 110   |

Obwohl die CDU die SPD erstmals als stärkste Kraft in Hessen ablöste, verblieb sie mangels eines Koalitionspartners in der Opposition, während die bisherige Koalition aus SPD und FDP mit Ministerpräsident Albert Osswald fortgesetzt wurde. Alfred Dregger scheiterte somit auch mit seinem zweiten Versuch, Albert Osswald abzulösen. Am Abend des 3. Oktober 1976 trat Osswald zurück, nachdem er wegen des Helaba-Skandals in heftige Kritik geraten war. Sein Nachfolger wurde der damalige Bundesgeschäftsführer der SPD Holger Börner.

### 9. Legislaturperiode (1978 bis 1982)
Wahlergebnis vom 8. Oktober 1978:
| Partei   | Prozent der Stimmen | Sitze |
| -------- | ------------------- | ----- |
| CDU      | 46,0 %              | 53    |
| SPD      | 44,3 %              | 50    |
| FDP      | 6,6 %               | 7     |
| Sonstige | 3,1 %               | –     |
| Gesamt   |                     | 110   |

Wahlergebnisse 9. Legislaturperiode

Nach der Wahl konnte die SPD/FDP-Koalition mit Ministerpräsident Holger Börner (SPD) fortgesetzt werden. In diese Zeit fallen die Auseinandersetzungen um die Startbahn West am Frankfurter Flughafen. Dabei ging Börner als „Mann mit der Dachlatte“ in die Geschichte ein. In Wahrheit hatte der gelernte Dachdecker im Februar 1981 gesagt, während er in seinem Auto von Demonstranten bedrängt wurde: „Heute muss ich für den öffentlichen Frieden eintreten. Aber vor 40 Jahren auf dem Bau hätte ich einen Angriff auf meine Person mit der Dachlatte beantwortet.“ Am 11. Mai 1981 wurde Börners Stellvertreter und Minister für Wirtschaft und Technik Heinz-Herbert Karry von Terroristen in seiner Wohnung in Frankfurt am Main erschossen.

### 10. Legislaturperiode (1982 bis 1983)

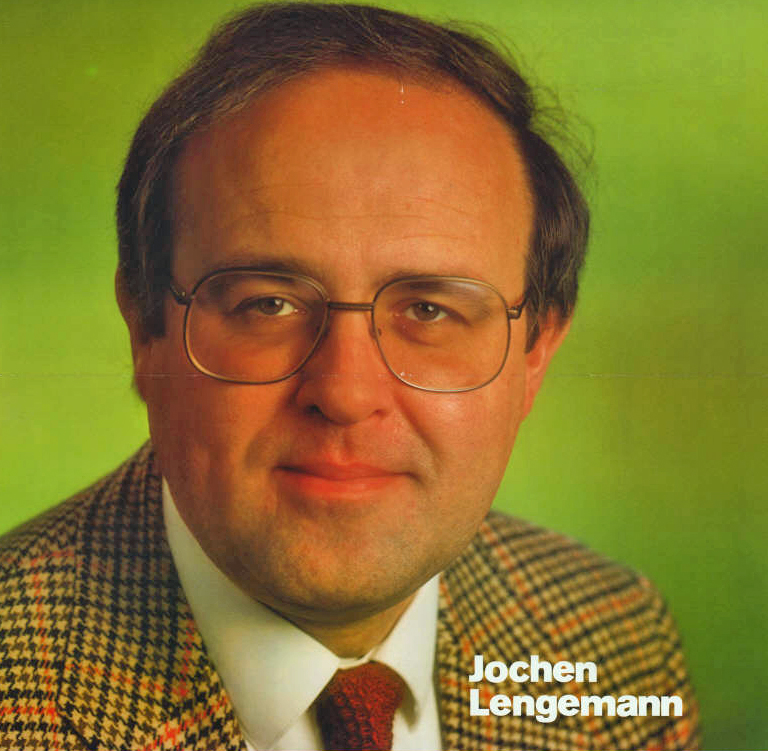
Jochen Lengemann, Landtagspräsident 1982–1983

Wahlergebnisse 10. Legislaturperiode

Die Landtagswahl am 26. September 1982 hatte folgenden Ausgang:
| Partei   | Prozent der Stimmen | Sitze |
| -------- | ------------------- | ----- |
| CDU      | 45,6 %              | 52    |
| SPD      | 42,8 %              | 49    |
| GRÜNE    | 8,0 %               | 9     |
| Sonstige | 3,5 %               | –     |
| Gesamt   |                     | 110   |

Diese Landtagswahl war stark beeinflusst von den politischen Ereignissen auf der Bundesebene: Neun Tage vor der Landtagswahl hatte die FDP die Koalition mit der SPD aufgekündigt. Gleichzeitig waren die vier Bundesminister der FDP zurückgetreten. Unmittelbar daran hatte die FDP die Aufnahme von Koalitionsverhandlungen mit der CDU/CSU mit dem erklärten Ziel beschlossen, Bundeskanzler Helmut Schmidt (SPD) mittels eines konstruktiven Misstrauensvotums zu stürzen und den bisherigen Oppositionsführer Helmut Kohl (CDU) zu dessen Nachfolger zu wählen.
Diese Vorgänge waren sowohl innerhalb der Parteien wie auch in der Öffentlichkeit stark umstritten und führten dazu, dass sich die FDP des Vorwurfs des Verrats an Helmut Schmidt ausgesetzt sah. Auch setzte eine Art „Solidaritätseffekt“ zugunsten Helmut Schmidts ein.
Vor diesem Hintergrund konnte sich die SPD wider alle Prognosen stabil behaupten, während die FDP an der Fünf-Prozent-Hürde scheiterte. Der CDU-Spitzenkandidat Alfred Dregger verfehlte hingegen die noch eine Woche zuvor von allen Umfragen erwartete absolute Mehrheit. Da er damit zum vierten Mal mit seinem Ziel scheiterte, Ministerpräsident des Landes Hessen zu werden, erklärte er noch in der Wahlnacht seinen Rücktritt als CDU-Landesvorsitzender. Aufgrund des Einzugs der Partei „Die Grünen“ in den Landtag konnte keine regierungsfähige Mehrheit gebildet werden. Der bisherige Ministerpräsident Holger Börner stand bis zur Selbstauflösung des Landtags und den vorgezogenen Neuwahlen im September 1983 einer geschäftsführenden Landesregierung vor.

### 11. Legislaturperiode (1983 bis 1987)

Wahlergebnisse 11. Legislaturperiode

Die vorgezogene Landtagswahl am 25. September 1983 ergab folgendes Bild:
| Partei   | Prozent der Stimmen | Sitze |
| -------- | ------------------- | ----- |
| SPD      | 46,2 %              | 51    |
| CDU      | 39,4 %              | 44    |
| FDP      | 7,6 %               | 8     |
| GRÜNE    | 5,9 %               | 7     |
| Sonstige | 0,8 %               | –     |
| Gesamt   |                     | 110   |

Der Sieg bei der vorgezogenen Neuwahl ging an die SPD. Im Juni 1984 wurde Holger Börner (SPD) erneut, unter Tolerierung der Grünen, zum Ministerpräsidenten gewählt. Im Oktober 1985 kam es schließlich zur Koalition mit den Grünen, der ersten rot-grünen Koalition überhaupt in Deutschland. Joschka Fischer trat dabei als Minister für Umwelt und Energie in das Kabinett ein. Seine Vereidigung am 12. Dezember 1985, bei der er Turnschuhe, Jeans und ein grobes Jackett trug, sorgte für Aufsehen und brachte ihm den Namen „Turnschuh-Minister“ ein.
Im Februar 1987 zerbrach die Koalition am Streit über die Genehmigung für das Hanauer Nuklearunternehmen Alkem. Im April 1987 kam es daraufhin zu Neuwahlen, bei denen Börner nicht mehr kandidierte.

### 12. Legislaturperiode (1987 bis 1991)

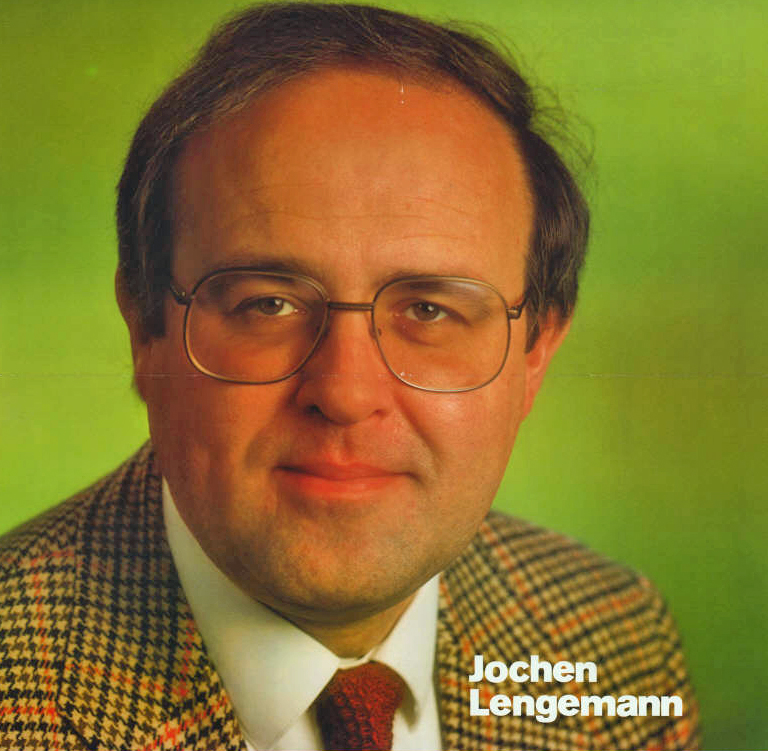
Jochen Lengemann, Landtagspräsident 1987–1988

Wahlergebnisse 12. Legislaturperiode

Die Neuwahl am 5. April 1987 ergab folgendes Ergebnis:
| Partei   | Prozent der Stimmen | Sitze |
| -------- | ------------------- | ----- |
| CDU      | 42,1 %              | 47    |
| SPD      | 40,2 %              | 44    |
| GRÜNE    | 9,4 %               | 10    |
| FDP      | 7,8 %               | 9     |
| Sonstige | 0,5 %               | –     |
| Gesamt   |                     | 110   |

Nach dem Wahlsieg der CDU kam es zur Koalition mit der FDP. Der ehemalige Oberbürgermeister von Frankfurt am Main und Bundesminister für Umwelt, Naturschutz und Reaktorsicherheit Walter Wallmann (CDU) wurde neuer Ministerpräsident. Damit stellte die CDU erstmals einen hessischen Ministerpräsidenten.

### 13. Legislaturperiode (1991 bis 1995)

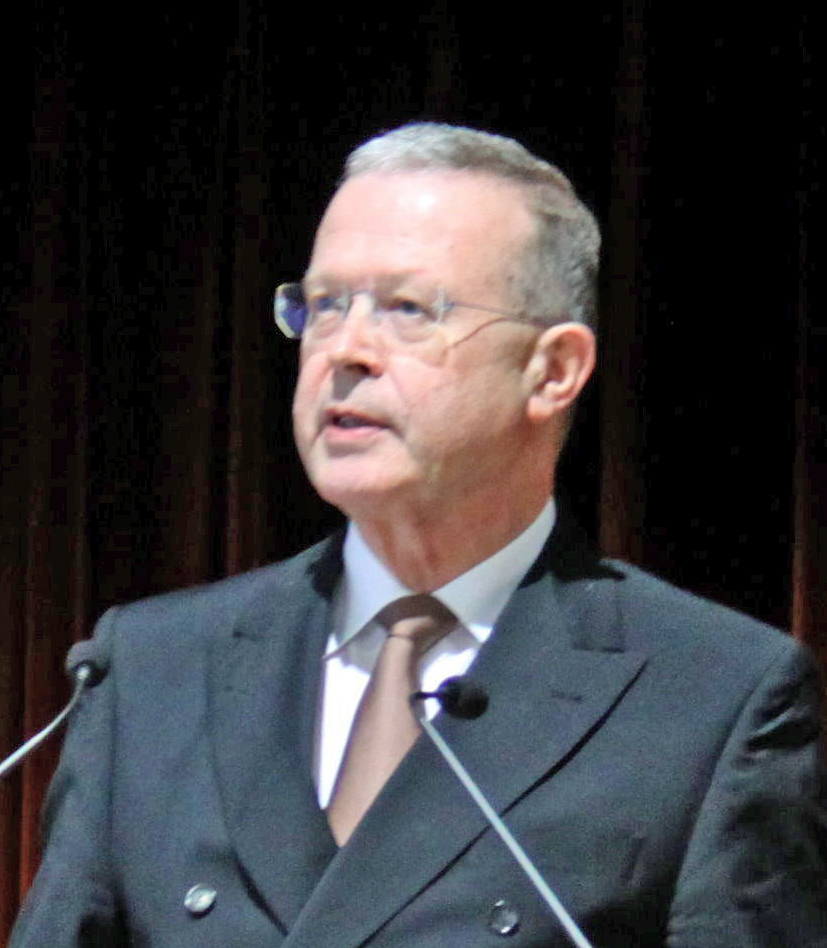
Karl Starzacher, Landtagspräsident 1991–1995

Wahlergebnisse 13. Legislaturperiode

Die Landtagswahl am 20. Januar 1991 brachte folgendes Ergebnis:
| Partei   | Prozent der Stimmen | Sitze |
| -------- | ------------------- | ----- |
| SPD      | 40,8 %              | 46    |
| CDU      | 40,2 %              | 46    |
| GRÜNE    | 8,8 %               | 10    |
| FDP      | 7,4 %               | 8     |
| Sonstige | 2,7 %               | –     |
| Gesamt   |                     | 110   |

Dem sehr knappen Ausgang der Wahl folgte die Bildung einer rot-grünen Koalition. Zum neuen Ministerpräsidenten wurde am 5. April der 49-jährige bisherige Kasseler Oberbürgermeister Hans Eichel (SPD) gewählt.

### 14. Legislaturperiode (1995 bis 1999)

Wahlergebnisse 14. Legislaturperiode

Die Landtagswahl am 19. Februar 1995 brachte folgendes Ergebnis:
| Partei   | Prozent der Stimmen | Sitze |
| -------- | ------------------- | ----- |
| CDU      | 39,2 %              | 45    |
| SPD      | 38,0 %              | 44    |
| GRÜNE    | 11,2 %              | 13    |
| FDP      | 7,4 %               | 8     |
| Sonstige | 4,2 %               | –     |
| Gesamt   |                     | 110   |

Obwohl die SPD nach der Wahl nicht mehr die größte Landtagsfraktion stellte, konnte die bisherige rot-grüne Koalition mit Ministerpräsident Hans Eichel aufgrund von Zuwächsen bei den Grünen fortgesetzt werden. Damit hatte sich der Amtsinhaber gegen seinen Herausforderer, den CDU-Spitzenkandidaten und Bundesminister des Innern Manfred Kanther, durchgesetzt.

### 15. Legislaturperiode (1999 bis 2003)

Wahlergebnisse 15. Legislaturperiode

Die Landtagswahl am 7. Februar 1999 brachte folgendes Ergebnis:
| Partei   | Prozent der Stimmen | Sitze |
| -------- | ------------------- | ----- |
| CDU      | 43,4 %              | 50    |
| SPD      | 39,4 %              | 46    |
| GRÜNE    | 7,2 %               | 8     |
| FDP      | 5,1 %               | 6     |
| Sonstige | 4,9 %               | –     |
| Gesamt   |                     | 110   |

Diese Landtagswahl stand, vergleichbar mit der Wahl 1982, unter bundespolitischen Einflüssen: Infolge der Bundestagswahl am 27. September 1998 endete nach 16 Jahren die Kanzlerschaft Helmut Kohls. Neuer Bundeskanzler wurde Gerhard Schröder, der eine rot-grüne Regierung bildete.
Die Landtagswahl galt als erster Stimmungstest für die neue Bundesregierung. Eines der Reformvorhaben Schröders war die Einführung einer doppelten Staatsbürgerschaft, gegen welche die CDU zwei Wochen vor der Landtagswahl eine Unterschriftenkampagne initiierte. Diese Unterschriftenkampagne führte – gekoppelt mit einem weithin als wenig geglückt angesehenen Start der Bundesregierung – dazu, dass ein Stimmungsumschwung zugunsten der CDU in Hessen einsetzte.
Den nur leichten Gewinnen der SPD standen infolgedessen Zugewinne von 4,2 Prozentpunkten durch die CDU gegenüber. Damit kam es in der Folge zur Bildung einer CDU/FDP-Koalition. Neuer Ministerpräsident wurde Roland Koch (CDU).

### 16. Legislaturperiode (2003 bis 2008)

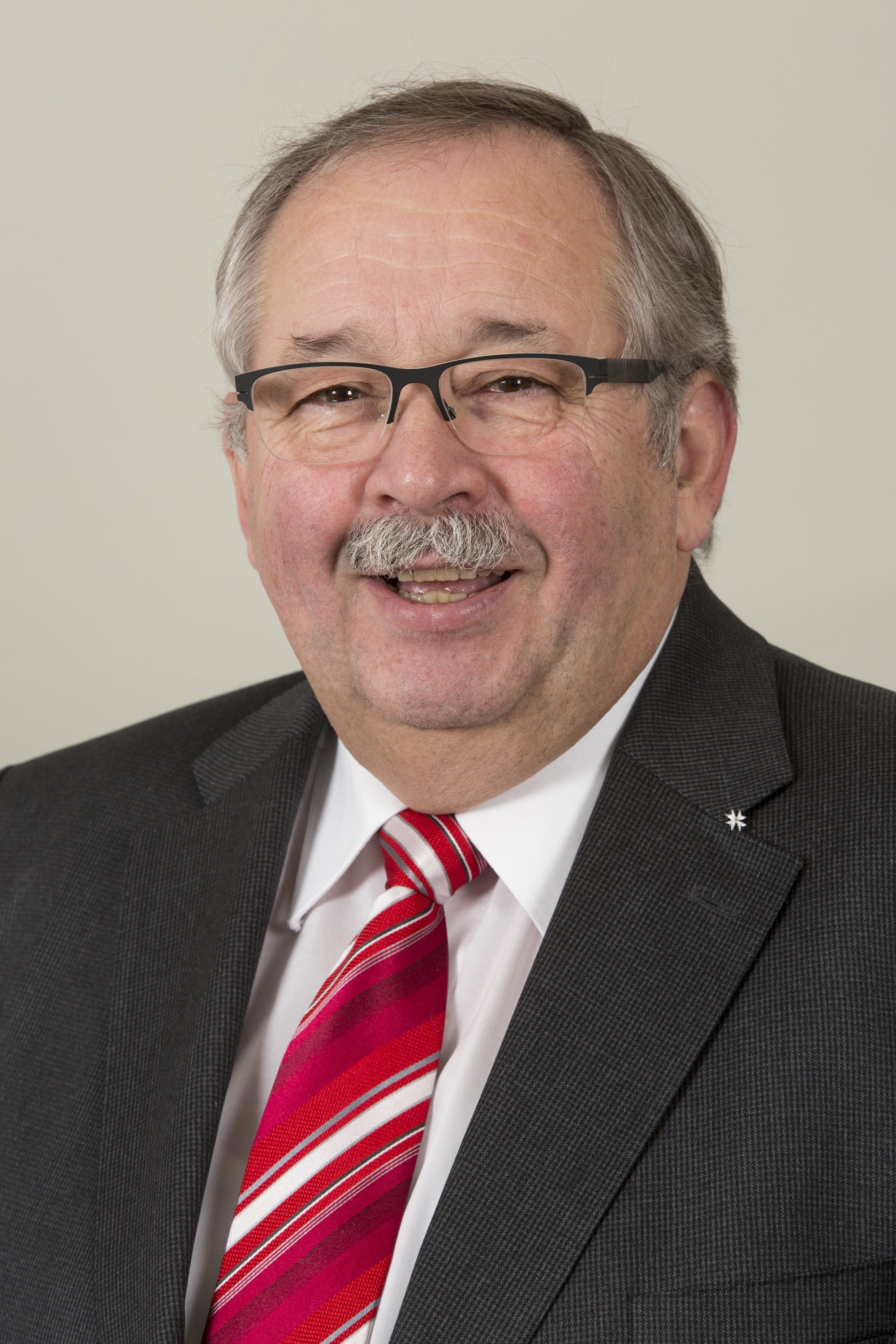
Norbert Kartmann, Landtagspräsident 2003–2019

Wahlergebnisse 16. Legislaturperiode

Ergebnis der Landtagswahl vom 2. Februar 2003:
| Partei   | Prozent der Stimmen | Sitze |
| -------- | ------------------- | ----- |
| CDU      | 48,8 %              | 56    |
| SPD      | 29,1 %              | 33    |
| GRÜNE    | 10,1 %              | 12    |
| FDP      | 7,9 %               | 9     |
| Sonstige | 4,1 %               | –     |
| Gesamt   |                     | 110   |

Wahlbeteiligung: 64,6 %
Die Landesregierung bestand aus einer CDU-Alleinregierung unter Führung von Ministerpräsident Roland Koch.
 *) An 100 fehlende Prozent = nicht im Landtag vertretene Parteien

### 17. Legislaturperiode (2008)

Wahlergebnisse 17. Legislaturperiode

Ergebnis der Landtagswahl vom 27. Januar 2008:
| Partei    | Prozent der Stimmen | Sitze |
| --------- | ------------------- | ----- |
| CDU       | 36,8 %              | 42    |
| SPD       | 36,7 %              | 42    |
| FDP       | 9,4 %               | 11    |
| GRÜNE     | 7,5 %               | 9     |
| DIE LINKE | 5,1 %               | 6     |
| Sonstige  | 4,4 %               | –     |
| Gesamt    |                     | 110   |

Wahlbeteiligung: 64,3 %
Nach dem erstmaligen Einzug der Partei „Die Linke“ in den Hessischen Landtag und dem daraus resultierenden Verlust der schwarz-gelben Regierungsmehrheit kam es – entgegen Aussagen von SPD-Spitzenkandidatin Andrea Ypsilanti vor der Wahl – zu Verhandlungen über die Bildung einer Koalition aus SPD, Grünen und Linken. Diese scheiterten jedoch daran, dass mehrere SPD-Abgeordnete einer Zusammenarbeit mit der Linken nicht zustimmen wollten. Nachdem sich auch keine andere Koalition zusammenfand, wurde der Landtag vorzeitig am 19. November 2008 aufgelöst.

### 18. Legislaturperiode (2009 bis 2014)
- Linke: 6
- SPD: 29
- Grüne: 17
- FDP: 20
- CDU: 46

Ergebnis der Landtagswahl vom 18. Januar 2009:
| Partei    | Prozent der Stimmen | Sitze |
| --------- | ------------------- | ----- |
| CDU       | 37,2 %              | 46    |
| SPD       | 23,7 %              | 29    |
| FDP       | 16,2 %              | 20    |
| GRÜNE     | 13,7 %              | 17    |
| DIE LINKE | 5,4 %               | 6     |
| Sonstige  | 3,8 %               | –     |
| Gesamt    |                     | 118   |

Durch das Wahlergebnis vom 18. Januar 2009 kam es zu Überhangmandaten, die in der 18. Wahlperiode zu einer Gesamtzahl von 118 Abgeordneten führten. Aufgrund der erheblichen Zuwächse der FDP, die mit 16,2 % der gültigen Stimmen ihr bestes Ergebnis seit 1954 erzielte, konnte die seit 2008 lediglich geschäftsführend amtierende Regierung unter Roland Koch (CDU) ihre parlamentarische Mehrheit zurückgewinnen. Koch wurde am 5. Februar 2009 vom Landtag mit den Stimmen von CDU und FDP wiedergewählt. Nach seinem Rücktritt wurde der bisherige Hessische Minister des Innern und für Sport Volker Bouffier (CDU) am 31. August 2010 zum neuen Ministerpräsidenten gewählt und setzte die Koalition mit der FDP fort.

### 19. Legislaturperiode (2014 bis 2019)
- Linke: 6
- SPD: 37
- Grüne: 14
- FDP: 6
- CDU: 47

Ergebnis der Landtagswahl vom 22. September 2013:
| Partei    | Prozent der Stimmen | Sitze |
| --------- | ------------------- | ----- |
| CDU       | 38,3 %              | 47    |
| SPD       | 30,7 %              | 37    |
| GRÜNE     | 11,1 %              | 14    |
| DIE LINKE | 5,2 %               | 6     |
| FDP       | 5,0 %               | 6     |
| Sonstige  | 9,6 %               | –     |
| Gesamt    |                     | 110   |

Die Wahl zum 19. Hessischen Landtag fand am 22. September 2013 statt, zeitgleich mit der Wahl zum 18. Deutschen Bundestag. Als stärkste Partei ging die CDU mit 38,3 % aus den Wahlen hervor. Die SPD erreichte 30,7 % und konnte somit ihre Wahlniederlage von 2009 teilweise ausgleichen. Die Grünen erlitten leichte Verluste und landeten bei 11,1 %. Linkspartei (5,2 %) und FDP (5,0 %) gelang knapp der Wiedereinzug in den Landtag. Die erstmals bei einer Landtagswahl antretende AfD erreichte 4,1 % und zog damit nicht ins Parlament ein. Die bis dahin regierende Koalition aus CDU und FDP konnte aufgrund der dramatischen Verluste der FDP nicht fortgesetzt werden; auch SPD und Grüne erreichten keine Mehrheit. Nach längeren Verhandlungen einigten sich CDU und Grüne auf die erste schwarz-grüne Koalition in einem deutschen Flächenland, der Volker Bouffier als Ministerpräsident vorsteht.

### 20. Legislaturperiode (2019–2024)
- Linke: 9
- SPD: 29
- Grüne: 29
- FDP: 11
- CDU: 40
- AfD: 19

Ergebnis der Landtagswahl vom 28. Oktober 2018:
| Partei    | Prozent der Stimmen | Sitze |
| --------- | ------------------- | ----- |
| CDU       | 27,0 %              | 40    |
| GRÜNE     | 19,8 %              | 29    |
| SPD       | 19,8 %              | 29    |
| AfD       | 13,1 %              | 19    |
| FDP       | 7,5 %               | 11    |
| DIE LINKE | 6,3 %               | 9     |
| Sonstige  | 6,5 %               | –     |
| Gesamt    |                     | 137   |

Die Wahl zum 20. Hessischen Landtag fand am 28. Oktober 2018 und die konstituierende Sitzung am 18. Januar 2019 statt. Landtagspräsident wurde Boris Rhein, welcher das Amt bis 2022 innehatte. Von diesem Amt musste er zurücktreten da er Infolge des Rücktritts von Ministerpräsident Volker Bouffier zum neuen Ministerpräsidenten gewählt wurde, seine Nachfolgerin wurde Astrid Wallmann.

### 21. Legislaturperiode (ab 2024)
- SPD: 23
- Grüne: 22
- FDP: 8
- CDU: 52
- AfD: 28

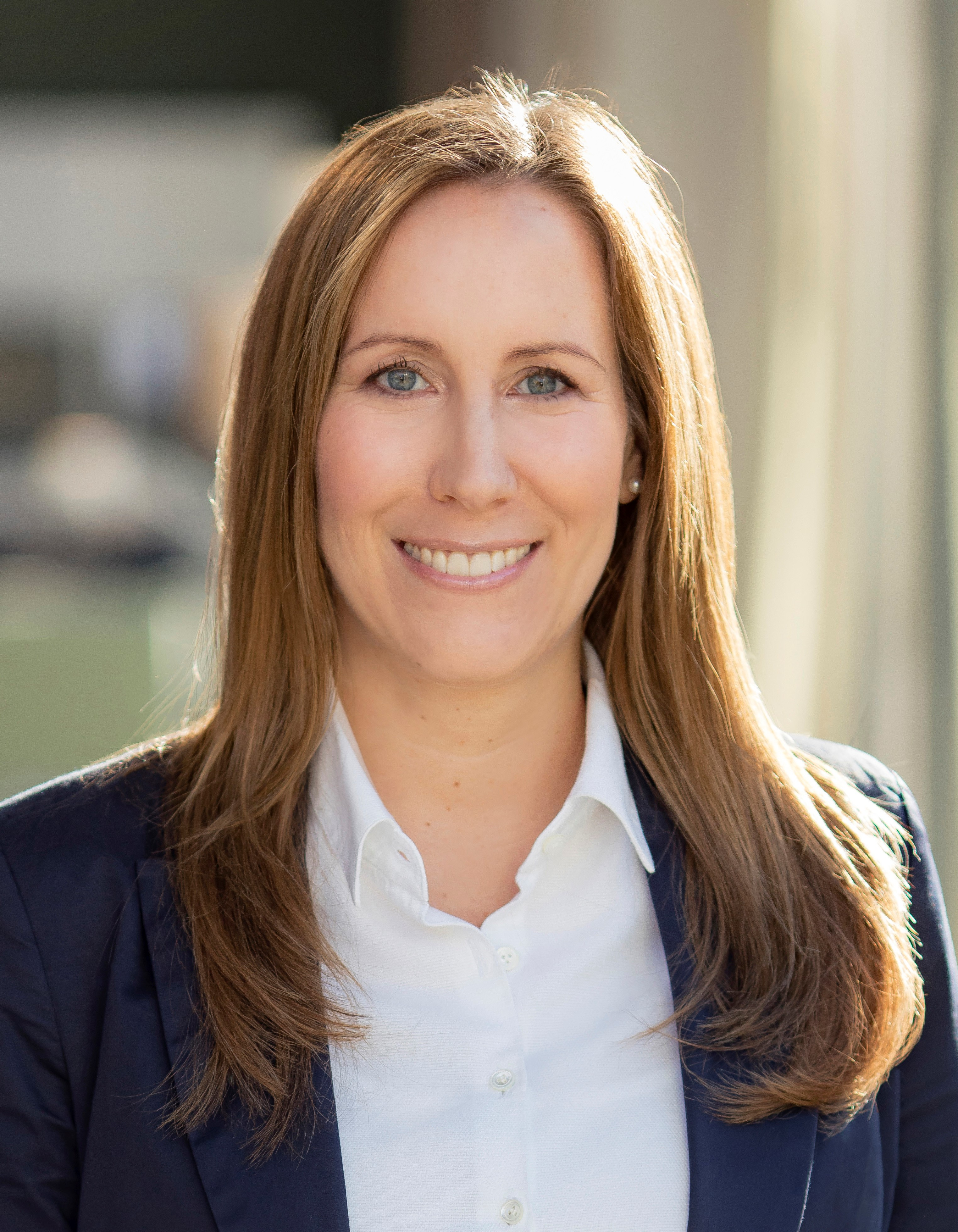
Astrid Wallmann, Landtagspräsidentin seit 2022

Ergebnis der Landtagswahl vom 8. Oktober 2023:
| Partei   | Prozent der Stimmen | Sitze |
| -------- | ------------------- | ----- |
| CDU      | 34,6 %              | 52    |
| AfD      | 18,4 %              | 28    |
| SPD      | 15,1 %              | 23    |
| GRÜNE    | 14,8 %              | 22    |
| FDP      | 5,0 %               | 8     |
| Sonstige | 12,0 %              | –     |
| Gesamt   |                     | 133   |

Die Wahl zum 21. Hessischen Landtag fand am 8. Oktober 2023 statt. Die Linke kam nur noch auf 3,1 % der Stimmen und verlor somit ihre Sitze im hessischen Landtag. Am 14. Dezember 2023 einigte die CDU sich mit der SPD auf einen Koalitionsvertrag, womit die bisherige Schwarz-Grüne Landesregierung nicht fortgesetzt wird. Ministerpräsident Boris Rhein ist in der konstituierenden Sitzung am 18. Januar 2024 erneut zum Ministerpräsidenten gewählt worden.
Graphische Darstellung der Entwicklung der Sitzverteilung³

## Abgeordnetenentschädigung
Die Diätenerhöhung im hessischen Landtag 1988 führte zu einer heftigen Diskussion und zum Rücktritt des Landtagspräsidenten Jochen Lengemann (CDU) und des Vizepräsidenten Erwin Lang (SPD).

## Nationalsozialistische Vergangenheit hessischer Landtagsabgeordneter
Seit der Jahrtausendwende stieg das Interesse an der früheren Mitgliedschaft von Landtagsabgeordneten in der NSDAP. Landtagsvizepräsident Jochen Lengemann hatte 1986 in seine Biographiesammlung Das Hessen-Parlament noch die Eigenangaben der Abgeordneten übernommen. Entsprechend war die Anzahl der dort aufgeführten NSDAP-Mitgliedschaften gering. Helmut Gewalt stellte Anfang der 2000er Jahre eine unkommentierte Liste der Abgeordneten mit NSDAP-Mitgliedschaft im Internet zur Verfügung. Im Jahr 2011 wurden in einer im Auftrag der Linksfraktion erstellte Studie alle NSDAP-Mitgliedschaften der zeitlich in Frage kommenden hessischen Abgeordneten (Abgeordnete von 1946 bis 1987, Jahrgänge 1927 und älter) zusammengestellt. 75 der betreffenden Abgeordneten (dies waren fast ein Viertel) waren ehemalige NSDAP-Mitglieder. Mitte der 1960er Jahre war jeder dritte Abgeordnete im Hessischen Landtag ein ehemaliges NSDAP-Mitglied. Die ehemaligen NSDAP-Mitglieder waren in allen Fraktionen mit Ausnahme der KPD-Fraktion vertreten. Einige gelangten in politische Spitzenämter, zum Beispiel als Fraktions- und Landesvorsitzende (z. B. Alfred Dregger, CDU) bis hin zu Ministerämtern. 13 dieser Abgeordneten wurden hessische Minister oder Staatssekretäre. Drei davon – Gotthard Franke (BHE/FDP), Johannes Strelitz (SPD), Rudi Arndt (SPD) – amtierten als Stellvertreter des Ministerpräsidenten. Unter den ehemaligen NSDAP-Mitgliedern befanden sich nach Auswertung der Studie weitaus überwiegend Mitläufer, aber auch schwer belastete Nationalsozialisten, insbesondere in den Fraktionen von BHE, NPD und FDP.
Der Landtag griff diese Vorarbeiten auf und beauftragte Albrecht Kirchner mit einer Vorstudie NS-Vergangenheit ehemaliger hessischer Landtagsabgeordneter. Die Ergebnisse wurden auf einer Fachtagung am 14. und 15. März 2014 diskutiert und veröffentlicht.
| Partei | Ergebnisse Klausch    | Ergebnisse Klausch | Ergebnisse Klausch | Ergebnisse Studie     | Ergebnisse Studie | Ergebnisse Studie |
|        | Zahl NSDAP-Mitglieder | Zahl Abgeordnete   | Anteil             | Zahl NSDAP-Mitglieder | Zahl Abgeordnete  | Anteil            |
| ------ | --------------------- | ------------------ | ------------------ | --------------------- | ----------------- | ----------------- |
| BHE    | 12                    | 19                 | 63,2 %             | 13                    | 19                | 68,4 %            |
| NPD    | 3                     | 8                  | 42,9 %             | 3                     | 7                 | 57,1 %            |
| FDP    | 23                    | 59                 | 38,9 %             | 27                    | 71                | 38,0 %            |
| CDU    | 22                    | 97                 | 22,7 %             | 24                    | 121               | 19,8 %            |
| SPD    | 15                    | 140                | 10,7 %             | 24                    | 164               | 14,6 %            |
| GRÜNE  | 1                     | 16                 | 6,3 %              | 1                     | 1                 | 100 %             |

Die unterschiedlichen Zahlen der NSDAP-Mitglieder spiegelt den unterschiedlichen Forschungsstand, die unterschiedliche Zahl der Abgeordneten und der Prozentwerte die unterschiedliche Methodik. Klausch nutzte als Grundgesamtheit die Zahl der Abgeordneten je Wahlperiode, Kirchner das Geburtsjahr 1928 und früher.
Betrachtet man auf die Verteilung auf die Wahlperioden, so stellt man fest, dass der Anteil in den 1940er Jahren gering war, in den 1950er Jahren bis Mitte der 1960er Jahre deutlich anstieg und dann kontinuierlich abnahm. In der ersten Wahlperiode waren sechs von 113 Abgeordneten NSDAP-Mitglieder, 1962 wurde mit 37 von 109 der Höhepunkt erreicht und 1991 schied der letzte Abgeordnete aus, der NSDAP-Mitglied gewesen war.

## Vereinigung ehemaliger Mitglieder des Hessischen Landtags
Die Vereinigung ehemaliger Mitglieder des Hessischen Landtags e. V. ist ein eingetragener Verein, in dem sich ehemalige Abgeordnete seit 1984 parteiübergreifend zusammenschließen. Seit dem 25. März 2019 hat Dorothea Henzler (FDP, Mitglied des Hessischen Landtags von 1995 bis 2014) den Vorsitz inne.